# Clarenville
Clarenville est une ville située sur l'île de Terre-Neuve dans la province de Terre-Neuve-et-Labrador au Canada. Elle se trouve dans la partie est de l'île dans la vallée de Shoal Harbour près de l'intersection des péninsules de Burin, Avalon et Bonavista. La ville se situe au fond de la baie de Random qui s'ouvre sur l'océan Atlantique.

## Histoire
Le lieu a commencé à être colonisé vers 1848 autour d'une scierie. Le village s'est développé quand il est devenu un arrêt de la ligne de chemin de fer desservant la péninsule de Bonavista. La ville été incorporée officiellement en 1951. Au cours des années 1960, la construction de la route transcanadienne lui a permis de devenir un centre de service pour la région du centre-est de Terre-Neuve qui comprend 90 communautés et 96 000 personnes.
En 1993, Clarenville et le village de Shoal Harbour ont fusionné. La population de Clarenville proprement dite était de 5 274 habitants en 2006.
En septembre 2010, l'ouragan Igor a durement touché l'est de Terre-Neuve et Clarenville fut une des villes ayant déclaré l'état d'urgence.

## Démographie
| 2001  | 2006  | 2011  | 2016  |
| ----- | ----- | ----- | ----- |
| 5 104 | 5 274 | 6 036 | 6 291 |

## Géographie
En raison de sa situation au confluent de trois péninsules, la ville a comme slogan « The Hub of The East Coast » (La plaque tournante de la côte Est). Clarenville est la porte d'entrée vers la route touristique Discovery vers Bonavista et Trinity, où l'explorateur Jean Cabot a accosté en premier à Terre-Neuve. Il s'agit d'un parcours panoramique le long de la mer avec des collines s'élevant à plus de 150 mètres en arrière-plan et des pentes abruptes vers des baies profondes.
La ville se situe entre la montagne Bare, haute de 156 mètres au nord, et la baie de Random, sur une plaine de 400 à 600 mètres de largeur. La rivière Lower Shoal Harbour et le ruisseau Dark Hole se jettent dans la baie aux plages de vase. Elle offre un des meilleurs ports sans glace de la côte Est de Terre-Neuve.